# Zytopenie
Als Zytopenie (von altgriechisch κύτος kýtos, deutsch ‚Höhlung‘ (übertragen ‚Zelle‘) und altgriechisch πενία penía, deutsch ‚Armut, Mangel‘) bezeichnet man die Verminderung der Anzahl der Zellen im Blut. In der englischsprachigen Fachliteratur wird der Begriff cytopenia verwendet.
Je nachdem welche Zellen des Blutes betroffen sind spricht man von einer:
- Erythrozytopenie (kurz Erythropenie), ein Mangel an roten Blutkörperchen. Eine spezielle Form der Anämie, die auch durch einen Mangel an Hämoglobin oder eine Verminderung des Hämatokrits verursacht werden kann.
- Thrombozytopenie (kurz Thrombopenie), ein Mangel an Thrombozyten (weniger als 150.000 pro Mikroliter Blut)
- Leukozytopenie (kurz Leukopenie), ein Mangel an Leukozyten (weniger als 4000 Leukozyten pro Mikroliter Blut). Bei der Leukopenie wird, je nachdem welche Leukozyten betroffen sind, weiter differenziert in:[1]
  - Neutropenie, auch Granulozytopenie genannt, ein Mangel an neutrophilen Granulozyten (weniger als 1800 neutrophile Granulozyten pro Mikroliter Blut). Die häufigste Form der Leukopenie.
  - Lymphopenie (vollständig Lymphozytopenie), ein Mangel an Lymphozyten (weniger als 1000 pro Mikroliter Blut)
  - Monozytopenie, ein Mangel an Monozyten (weniger als 80 pro Mikroliter Blut)
  - Eosinopenie, ein Mangel an eosinophilen Granulozyten (weniger als 50 pro Mikroliter Blut)

Sind alle drei Zellreihen (Erythrozyten, Thrombozyten und Leukozyten) des Blutes betroffen – das heißt, es liegt eine Anämie, eine Thrombozytopenie und eine Leukopenie vor – so spricht man von einer Panzytopenie oder Trizytopenie.